# Arnold Kutzinski
Arieh Arnold Kutzinski (hebr. ‏ארנולד קוצ׳ינסקי‎; ur. 17 sierpnia 1879 w Berlinie, zm. 26 grudnia 1956 w Jerozolimie) – niemiecko-izraelski lekarz psychiatra i neurolog, profesor psychiatrii. Praktykował w Berlinie, Królewcu i Tel Awiwie.

## Życiorys
Urodził się w 1879 roku (według niektórych źródeł w 1881). Studiował medycynę na Uniwersytecie Berlińskim, Uniwersytecie Ludwika i Maksymiliana w Monachium i Uniwersytecie we Fryburgu Bryzgowijskim, tytuł doktora otrzymał w 1905 roku po przedstawieniu dysertacji Zur Frage der Zeugnisfähigkeit bei Psychosen. Był asystentem w berlińskiej klinice neurologicznej Charité u Bonhoeffera. Po I wojnie światowej w Królewcu, otrzymał tytuł profesora. Emigrował do Palestyny w 1929 roku. Praktykował w Tel Awiwie. Był redaktorem czasopisma „Folia Clinica Orientalia”. Zmarł w 1956 roku. Żonaty z Selmą z domu Landau, mieli jednego syna i dwie córki.
Znany był z krytycznego stosunku do psychoanalizy.

## Wybrane prace
- Zur Frage der Zeugnisfähigkeit bei Psychosen. Freiburg i. Br.: E. Kuttruff, 1905
- Köppen M, Kutzinski A. Ueber Schwankungen der geistigen Leistungsfähigkeit in Dämmerzuständen. Charité-Annalen 32, s. 161–188 (1908)
- Ueber eklamptische Psychosen. Charité-Annalen 33, s. 216–260 (1909)
- Einige Bemerkungen über Affektstörungen. Medizinische Klinik 5, s. 356–359 (1909)
- Köppen M, Kutzinski A. Systematische Beobachtungen ueber die Wiedergabe kleiner Erzaehlungen durch Geisteskranke. Ein Beitrag zu den Methoden der Intelligenzpruefungen. Berlin: Karger, 1910.
- Fall von Rindenblindheit. Berliner klinische Wochenschrift 48, s. 89 (1911)
- Ueber nervose Entartung bei den Juden. Ost und West 12, s. 905–910 (1912)
- Ueber das Fremdheitsgefühl[8]. (1913)
- Stuporzustände bei einer Degenerierten. Allgemeine Zeitschrift für Psychiatrie 70, s. 859–864 (1913)
- Kasuistischer Beitrag zur Psychoanalyse Charité-Annalen 37, s. 156–169 (1913)
- Angebliche jüdische Degeneration. Allgemeine Zeitung des Judentums s. 146, 179 (1914)
- Hirnabszess als Folge peripherer Körpereiterung nach einem Unfall[9]. (1914)
- Luminalbehandlung bei Epilepsie[10]. (1914)
- Stauungspapille bei zerebralen Gefässerkrankungen[11]. (1914)
- Stauungspapille bei Hirnschüssen. Berliner klinische Wochenschrift 52, s. 479 (1915)
- Aphasische Störungen nach gehäuften epileptischen Anfällen[12]. (1916)
- Einige Bemerkungen zur Psychopathologie der sogenannten Intestinal-Neurosen im Anschluss und Erfährungen bei Soldaten. Monatsschrift für Psychiatrie und Neurologie 40, s. 317–334 (1916)
- Freiwilliges Ghetto! Ein Brief aus dem Felde. Der Jüdische Student 15, s. 506–509 (1917)
- Klinisches und Theoretisches zur sog. Kriegsneurose[13]. (1918)
- Ueber Denkstörungen bei Geisteskranken[14]. (1918)
- Liquorrhoe nach Hinterhauptsschuss und Arbeitsleistungen[15]. (1921)
- Zur Klinik und Psychopathologie eines epileptischen Ausnahmezustandes nach Stirnhirnverletzung[16]. (1924)
- Sigmund Freud – ein jüdischer Forscher. Der Jude 4, s. 216–221 (1924)
- Der Kopfschmerz. W: Friedrich Kraus, Theodor Brugsch (Hrsg.) Spezielle Pathologie und Therapie innerer Krankheiten: Nervenkrankheiten X Band, Teil 3. Berlin-Wien: Urban & Schwarzenberg, 1924 s. 539–555
- Ueber Arbeitspsychologie. Fortschritte der Medizin 42, s. 191–194 (1924)
- Zwangszustände. W: Friedrich Kraus, Theodor Brugsch (Hrsg.) Spezielle Pathologie und Therapie innerer Krankheiten: Nervenkrankheiten X Band, Teil 3. Berlin-Wien: Urban & Schwarzenberg, 1924 s. 409–441
- Hysterie. W: Friedrich Kraus, Theodor Brugsch (Hrsg.) Spezielle Pathologie und Therapie innerer Krankheiten: Nervenkrankheiten. Berlin-Wien: Urban & Schwarzenberg, 1924
- Schwinden eines schweren hysterischen Symptomenkomplexes, bedingt durch sexuelle Uebererregbarkeit, nach Kastration[17]. (1924)
- Geruchshalluzinationen nach Hirnverletzung[18]. (1925)
- Ein Arbeitsversuch bei Hirnverletzten[19]. (1925)
- Therapeutische Notiz über die kombinierte Anwendung von Luminal und Atropin bei Epilepsie und Paralysis agitans. Medizinische Klinik 21, s. 1165 (1925)
- Beitrag zur Paralysebehandlung. Medizinische Klinik 21, s. 46–48 (1925)
- Ueber Gerontophilie[20] (1929)
- Einige Bemerkungen zur Frage der Psychotechnik im Dienste des Aufbaues. Palästina 13 (1/2) s. 49–51 (1930)
- Über „Psychoanalyse”[21]. (1931)
- The Psychopathological Problems of the Jews in Israel.
- Problems in the Study of Psychopathologies in Israel. Harofe Ha’ivri 22 s. 49–56 (1949)